# Rio Buriti (vattendrag i Brasilien, Maranhão)
Rio Buriti är ett vattendrag i Brasilien.   Det ligger i delstaten Maranhão, i den nordöstra delen av landet, 1 500 km norr om huvudstaden Brasília.
Omgivningarna runt Rio Buriti är huvudsakligen savann. Runt Rio Buriti är det glesbefolkat, med 13 invånare per kvadratkilometer.